# モハーベ湖
モハーベ湖（モハーベこ、Lake Mohave）とは、アメリカ合衆国のネバダ州とアリゾナ州との境界となっているコロラド川にある、デービスダムによって作られる湖である。湖は、ネバダ州ラフリン付近、フーバーダムの下流約67マイルの、標高647フィートの場所にある。湖とその周辺はミード湖国立レクリエーション地域に含まれる。
モハーベ湖から流れ出す水はハバス湖へ注ぐ。